# Eduyot (Talmud)
Eduyot (en hebreo: עדויות, Testimonios) es el séptimo tratado (masechet) del orden de Nezikín de la Mishná y el Talmud, y tiene ocho capítulos. El tratado Eduyot contiene los testimonios y las  declaraciones de los eruditos de la era de la Mishná. Según una leyenda, estas declaraciones se hicieron el día en que el Rabino Gamaliel el segundo fue depuesto como Patriarca del Sanedrín y fue reemplazado por el Rabino Eleazar ben Azarja. Sus declaraciones abarcan una amplia gama de temas.